# Kančalan
Kančalan (rusky Канчалан) je řeka v Čukotském autonomním okruhu v Rusku. Je dlouhá 426 km. Plocha povodí měří 20 600 km².

## Průběh toku
Pramení několika zdrojnicemi, z nichž největší je Jižní Tadleoan u hory Tumannaja. Protéká Anadyrskou nížinou v široké dolině. Ústí do Kančalanského limanu v Anadyrském zálivu Beringova moře.

### Přítoky
Hlavními přítoky jsou Tnekvejem a Impenejkujym zprava.

## Vodní režim
Zdrojem vody jsou sněhové a sněhové srážky. Zamrzá v polovině října a rozmrzá na začátku června.

## Využití
Vodní doprava je možná do vzdálenosti 50 km od ústí.